# Dan Eldon
Daniel Robert Eldon (18 de setembro de 1970 - 12 de julho de 1993) foi um fotojornalista, artista e ativista britânico-queniano, morto na Somália enquanto trabalhava como fotojornalista da Reuters cobrindo a Guerra Civil Somali. Seus diários foram publicados postumamente em quatro volumes pela Chronicle Books, incluindo The Journey Is the Destination, The Art of Life e Safari as a Way of Life.
Em 2016 foi lançado um filme em sua homenagem “The Journey is the Destination”, cinebiografia  estrelada por Ben Schnetzer como Dan, além de Maria Bello e Ella Purnell interpretando sua mãe e irmã respectivamente.

## Livros
- Eldon, Dan (1997).  Kathy Eldon, ed. The Journey is the Destination. [S.l.: s.n.] ISBN 0-8118-1586-2
- New, Jennifer (2001). Dan Eldon: The Art of Life. [S.l.: s.n.] ISBN 0-8118-2955-3
- New, Jennifer (12 de outubro de 2011). Safari As A Way of Life. [S.l.: s.n.] ISBN 978-1-4521-0207-8